# داون‌تاون سنت لوئیس
داون‌تاون سنت لوئیس (انگلیسی: Downtown St. Louis) منطقه تجاری مرکزی سنت لوئیس، میزوری می‌باشد، این مرکز گردشگری و سرگرمی و لنگر منطقه شهری سنت لوئیس است. داون‌تاون از شمال به خیابان کول، از شرق به جبهه رودخانه، از جنوب به خیابان شوتو و از غرب به بلوار تاکر محدود می‌شود. (محدوده محله‌ای که مرکز شهر غربی را در برمی‌گیرد شامل مرکز سنت لوئیس است و به سمت غرب تا خیابان جفرسون امتداد می‌یابد. مرکز شهر محل دفاتر مرکزی بسیاری از شرکت‌ها، از جمله شرکت‌های استیفل، هلموث، اوباتا و کاساباوم، شرکت اسپایر، و مجموعه‌ای از شرکت‌های دیگر است.

## دولت و زیرساخت
خدمات پستی ایالات متحده اداره پست اصلی سنت لوئیس را در خیابان بازار ۱۷۲۰ در مرکز شهر سنت لوئیس اداره می‌کند. همچنین در مرکز شهر، تالار شهر سنت لوئیس در خیابان مارکت ۱۲۰۰ واقع شده‌است.